# Ingrid Vang Nyman
Ingrid Vang Nyman (Vejen, Dinamarca, 21 d'agost de 1916 - Copenhaguen, Dinamarca, 13 de desembre de 1959) va ser una il·lustradora danesa, coneguda pels seus dibuixos de Pippi Långstrump, que van il·lustrar els llibres originals. Malgrat la fama internacional dels dibuixos de Pippi, Vang Nyman no va rebre el mateix reconeixement que Astrid Lindgren, l'autora dels textos. Al llarg de la seva vida va haver de lluitar amb diverses malalties, físiques i psicològiques.

## Biografia
Ingrid Vang Nyman (nascuda com a Ingrid Vang Lauridsen) va néixer a Vejen, al sud de Jutlàndia, Dinamarca, en el si d'una família d'intel·lectuals. Va estudiar durant un parell d'anys a la Reial Acadèmia de Belles Arts de Dinamarca. Tot i així, principalment, es va formar de manera autodidàctica i independent. El 1940 es va casar amb Arne Nyman, amb qui va tenir un fill. El 1942 la família es va traslladar a Estocolm, on pocs anys després la parella es va separar. Vang Nyman va produir moltes de les seves il·lustracions més significatives entre 1945 i 1952, incloent les seves il·lustracions de Pippi Långstrump, publicades el 1945 per Rabén i Sjögren. El 1954 Vang Nyman es va establir a Copenhaguen, on va suïcidar-se cinc anys més tard.

## Estil
Vang Nyman creia que les il·lustracions per a nens i nenes haurien de tenir qualitat artística, equiparant-les així a les il·lustracions per a adults. Les seves il·lustracions presentaven camps de colors brillants separats per línies de contorns en negreta, habitualment sense ombres.

## Carrera
Encara que Vang Nyman va ser coneguda principalment per les seves il·lustracions de Pippi Långstrump, el seu debut com a il·lustradora de llibres infantils es va produir un any abans. A més d'il·lustrar alguns llibres per a Lindgren, també va col·laborar amb altres escriptores, incloent Pearl S. Buck.
Vang Nyman no va viatjar gaire, però sí que va sentir una gran fascinació per altres cultures. Va crear una sèrie de litografies destinades a ser utilitzades en llibres de geografia infantil o juntament amb peces editorials sobre les cultures representades en elles. El 1948, es van publicar en un conjunt d'exemplars titulats Children in East and West. Les litografies mostraven una gran atenció als detalls i al coneixement de les cultures que Vang Nyman representava. És possible que la fascinació de Vang Nyman per aquestes cultures també influenciés el seu estil en altres il·lustracions, ja que es podria dir que les seves composicions planes i els brillants blocs de color recorden determinades impressions de fusta japonesa.
Vang Nyman acostumava a exigir pagaments massa elevats per la seva feina i de vegades poc realistes. Sovint se sentia infravalorada i li semblava que aquests pagaments elevats podrien ser una forma de reconeixement. Així, en diverses ocasions va tenir problemes amb els seus editors i editores. Astrid Lindgren, però, sempre va respectar les seves demandes argumentant que... Every author who has been fortunate enough to find a congenial illustrator for their book, would be eternally grateful to that artist.

## Llibres il·lustrats
- Pippi Långstrump (Pippi Longstocking) by Astrid Lindgren (Stocknholm: Rabén & Sjögren, 1945), OCLC 154163487
- Pippi Långstrump går ombord (Pippi Goes on Board) (1946)
- Känner du Pippi Långstrump? (Do You Know Pippi Longstocking?) (1947)
- Pippi Långstrump i Söderhavet (Pippi in the South Seas) (1948)
- Lionfish by Pearl Buck (1953)
- Altres

## Reconeixements
Amb motiu del centenari del seu naixement, el Museu d’art (Kunstmuseum) de Vejen va presentar una exposició especial sobre l'obra d'Ingrid Vang Nyman.